# ظل الأمس (رواية)
رواية ظل الأمس (بالإنجليزية: Yesterday's Shadow)‏ هي رواية للكاتب الأسترالي جون كليري. نشرت عام 2001. وهو كتابه الخمسون. والكتاب الثامن عشر الذي يضم محقق سيدني سكوبي مالون.